# Hemileius fissuratus
Hemileius fissuratus är en kvalsterart som först beskrevs av Balogh 1970.  Hemileius fissuratus ingår i släktet Hemileius och familjen Hemileiidae. Inga underarter finns listade i Catalogue of Life.